# 대만일본관계협회
대만일본관계협회(중국어: 臺灣日本關係協會, 영어: Taiwan-Japan Relations Association)는 중화민국이 일본과의 교섭 창구를 위해 설치한 기관으로 타이베이 주일 경제문화대표처의 타이베이 본부이다. 중화민국과 일본 사이의 공식적인 외교 관계가 부재한 관계로 비정부기구의 형식이지만 실질적으로는 중화민국 외교부 소관 기관이다. 일본 측의 대응 기구는 일본대만교류협회이다.

## 역사
1972년 9월 29일에 일본이 중화인민공화국과의 외교 관계를 수립하면서 중화민국과 일본의 외교 관계가 단절되었다. 그러나 무역, 경제, 기술, 문화 등의 교류 관계 유지를 위해 중화민국 행정원에 의해 실무 기관인 아동관계협회(立亞東關係協會)라는 이름으로 1972년 12월 2일에 설립되었다. 1973년에는 교류협회와의 협정으로 도쿄, 오사카, 후쿠오카에 판사처를 설치하였다.
2017년 기준으로 도쿄와 오사카에 판사처를, 요코하마, 후쿠오카, 삿포로, 나하에 분처를 설치하고 있다. 나하 분처의 이전 명칭은 중류문화경제협회였다. 아동관계협회의 도쿄 판사처는 1992년 5월 20일에 타이베이 주일 경제문화대표처로 개칭되었다. 최고 책임자인 대표는 실질적으로 주일 중화민국 대사에 상당한 직책이다.
타이베이에 소재하고 있는 본부는 중화민국 외교부와 동일한 소재지에 존재하고 있어서 외교부 홈페이지에 관계부서로 대만일본관계협회가 소개되어 있다. 2017년 5월 17일에 아동관계협회에서 현 명칭인 대만일본관계협회로 개명되었다.

## 조직
- 비서조
- 경제조
- 문교조
- 자료조

## 같이 보기
- 중화민국 외교부
- 일본대만교류협회
- 주일 타이베이 경제문화대표처